# 1895 v dopravě
Tento článek obsahuje seznam událostí souvisejících s dopravou, které proběhly roku 1895.

## Říjen
- 20. říjen

 Byl zahájen provoz na železniční trati spojující města Opava a Ratibor, později z ní zbylo torzo známé jako trať Kravaře ve Slezsku – Chuchelná.